# Цонковци
Цонковци е село в Стара планина, Северна България. Намира се в област Велико Търново, землището на близкото с.Райковци.
Към 1934 г. селото има 119 жители. В днешно време няма постоянно население. По периоди населението на тези селца се развива по следния начин – от края на османското владичество до 50-те и 60-те години плавно е нараствало, след което хората започнали да се изселват, най-вече в градовете Стара загора и Велико Търново. Днес почти всички махали са безлюдни, като само в някои има по един-двама човека.
До махала Цонковци липсва годен за автомобили път. Насипан третокласен път има до близките села Терезии и Бочковци.

## Исторически данни
В местен порядък това селце е било една от махалите съставящи землището на с.Райковци, които били около 21 на брой. През XIX и началото на XX век от Вонеща вода до предела на пр. Хаинбоаз тези махали били около 60. Към края на владичеството Райковци било самостоятелна община, отделила се от гр.Трявна, с построена собствена църква и кметство. Скрити в гънките на Балкана, тези махали се населявали предимно с българи, често забягнали по принуда, гонени от османските управници. Било то за кръвен или друг данък, а и други подобни унижения. Ето защо турско население по тези места липсвало.
Хората често идвали със семействата си, изсичали част от гората, която тук била гъста и така разкривали нива и място, за да построят къщите си. Така и се раждало името на махалата, най-често по името на първия ѝ заселник.
Множество исторически данни потвърждават, че именно в тези непроходими дебри се криели голяма част от хайдутите, участвали в четите на известни наши войводи. Такива са Филип Тотю, родом от близкото с. Гърците, Бойчо войвода, Богдан войвода, Досьо Байрактар и дори кап. Дядо Никола.
Друг поминък на местните били занаятите, овощарството и разбира се, гледането на овце и друг добитък. Тъй като местността не предлага големи възможности за земеделие, много от хората ходели да жънат като ратаи в южна България. Друго, с което се славели местните, било производството на сливова ракия, която била доста по-силна от продаваната в магазинната мрежа в наши дни.